# Ctenophthalmus chionomydis
Ctenophthalmus chionomydis är en loppart som beskrevs av Ioff et Rostigayev 1950. Ctenophthalmus chionomydis ingår i släktet Ctenophthalmus och familjen mullvadsloppor. Inga underarter finns listade i Catalogue of Life.